# Pavláth E. Attila
Pavláth E. Attila (Budapest, 1930. március 11. – 2024. november 22.) amerikai magyar vegyészmérnök, kémikus, a kémiai tudományok kandidátusa (1955), a Magyar Tudományos Akadémia külső tagja. A Magyar Kémikusok Egyesületének tiszteletbeli tagja.

## Életpályája
1952-ben végzett a Budapesti Műszaki és Gazdaságtudományi Egyetem Vegyészmérnöki Karán. 1952–1954 között a Budapesti Műszaki és Gazdaságtudományi Egyetem tanársegédje volt. 1954–1956 között a Magyar Tudományos Akadémia Központi Kémiai Kutatóintézetének munkatársa volt. Az 50-es években együtt dolgozott a későbbi Nobel-díjas Oláh Györggyel is. 
1956-ban elhagyta az országot. 1956–1958 között a kanadai McGill Egyetem vegyészeti karán végzett kutatásokat. 1958–1967 között kutatási osztályvezetőként dolgozott a Stauffer Chemicals Company-nál Kaliforniában. 1967-től az USA Földművelésügyi Minisztériumának kaliforniai intézetében (USDA) a kutatócsoport munkáját irányította. 
2000-ben az Amerikai Kémiai Társaság elnöke volt. 2000-ben nyugdíjba vonult. 2002-ben kezdeményezésére alakult meg az Amerikai Kémiai Társaság Magyarországi Tagozata, amelynek örökös tiszteleti elnöke. 2004-ban a Magyar Tudományos Akadémia külső tagjává választották.
Kutatási területe a fluorkémia és az agrokémia volt. Több mint 110 közlemény és 25 szabadalom, 3 könyv szerzője volt.

## Díjai
- a Budapesti Műszaki és Gazdaságtudományi Egyetem Kiváló oktatója (1953, 1954)
- a Magyar Tudományos Akadémia kiváló kutatója díj (1954, 1955)
- Aranydiploma (2002)
- Fabinyi Rudolf-emlékérem (2009)[6]